# Zentralamerika- und Karibikspiele 1950/Tennis
Die Tenniswettbewerbe der VI. Zentralamerika- und Karibikspiele 1950 wurden in Guatemala-Stadt ausgetragen. Sie begannen am 26. Februar. Es fanden bei Damen und Herren Einzel und Doppel sowie der Mixedwettbewerb statt. Mexiko gewann alle Titel. Gustavo Palafox war dreifacher Gewinner.

## Herren

### Einzel
| Platz | Land      | Spieler         |
| ----- | --------- | --------------- |
| 1     | Mexiko    | Gustavo Palafox |
| 2     | Guatemala | Oscar Escobar   |
| 3     | Guatemala | Héctor Estrada  |

### Doppel
| Platz | Land        | Spieler                                        |
| ----- | ----------- | ---------------------------------------------- |
| 1     | Mexiko      | Francisco Guerrero Arcocha Gustavo Palafox     |
| 2     | Kuba        | Lorenzo Nodarse Juan Weiss                     |
| 3     | Puerto Rico | Charles Manuel Pasarell sr. José Luiz Pasarell |

## Damen

### Einzel
| Platz | Land   | Spielerin         |
| ----- | ------ | ----------------- |
| 1     | Mexiko | Hilde Heyn        |
| 2     | Mexiko | Imelda Ramírez    |
| 3     | Mexiko | Carmen Christlieb |

### Doppel
| Platz | Land      | Spielerinnen                            |
| ----- | --------- | --------------------------------------- |
| 1     | Mexiko    | Carmen Christlieb Hilde Heyn            |
| 2     | Kolumbien | Sibylla Garbrecht Alicia Linares        |
| 3     | Guatemala | Clara Z. de Echeverría Carmen Nottebohm |

Es nahmen nur drei Paare teil. Es gab folgende Ergebnisse:
- Christlieb/Heyn - Garbrecht/Linares 6:3, 6:1
- Christlieb/Heyn - Echeverría/Nottebohm 6:4, 6:1
- Garbrecht/Linares - Echeverría/Nottebohm 3:6, 6:1, 9:7

## Mixed
| Platz | Land      | Spieler                           |
| ----- | --------- | --------------------------------- |
| 1     | Mexiko    | Imelda Ramírez Gustavo Palafox    |
| 2     | Guatemala | Carmen Nottebohm Héctor Estrada   |
| 3     | Kolumbien | Sibylla Garbrecht Jorge Combariza |

Es nahmen nur drei Paare teil. Es gab folgende Ergebnisse:
- Ramírez/Palafox - Nottebohm/Estrada 6:1, 6:2
- Ramírez/Palafox - Garbrecht/Combariza 6:4, 6:2
- Nottebohm/Estrada - Garbrecht/Combariza 6:1, 6:0

## Medaillenspiegel
| Platz | Land        | Gold | Silber | Bronze | Gesamt |
| ----- | ----------- | ---- | ------ | ------ | ------ |
| 01    | Mexiko      | 5    | 1      | 1      | 7      |
| 02    | Guatemala   | —    | 2      | 2      | 4      |
| 03    | Kolumbien   | —    | 1      | 1      | 2      |
| 04    | Kuba        | —    | 1      | —      | 1      |
| 05    | Puerto Rico | —    | —      | 1      | 1      |